# Polar Honduras
Die Polar Honduras war ein 1979 von der Flender-Werft in Lübeck abgeliefertes Kühlschiff, das von der Hamburg-Südamerikanischen Dampfschiffahrts-Gesellschaft Eggert & Amsinck in Auftrag gegeben wurde. Das Schwesterschiff Polar Costa Rica mit weitgehend gleichen Daten wurde von der Flender Werft im gleichen Jahr abgeliefert.

## Geschichte
Die Polar Honduras wurde für die Hamburg-Südamerikanische Dampfschiffahrts-Gesellschaft Eggert & Amsinck in Hamburg gebaut, vom 14. bis zum 16. Dezember 1978 in der Ostsee erprobt und anschließend an die Reederei übergeben. Sie hatte eine Kühlraumkapazität von 524.161 ft³ und wurde in verschiedenen Fahrtgebieten in der Frucht- und Tiefkühlfahrt eingesetzt.
1981 wurde sie in Edinburgh Universal umbenannt, hieß ab Januar 1985 Caspian Universal, ab Dezember 1988 Caspian und ab Dezember 1993 wieder Polar Honduras. Ab 2005 fuhr sie als Crystal Orchid und wurde am 22. August 2009 in Alang zum Abwracken auf den Strand gesetzt.

## Schiffsbeschreibung
Die Bodenkonstruktion und das 1. Deck der Polar Honduras wurden nach dem Längsspantensystem und die Außenhaut sowie Zwischendecks nach dem Querspantensystem ausgeführt. Die Außenhaut, Zwischendecks und Querschotten wurden mit Mineralwolle isoliert. Das Brückenhaus befand sich mittschiffs und sechs wasserdichte Querschotten unterteilten das Schiff in Vorpiek, Laderaum 1 und 2, Maschinenraum, Laderaum 3 und 4 sowie Achterpiek. Das Schiff hatte vier Luken und vier Decks. Die Tragfähigkeit betrug 10.875 tdw.
Das Schiff war für den Palettentransport eingerichtet und hatte in den Laderäumen 4.700 m² Palettenstellfläche. Für den Ladungsumschlag standen je vier 2 × 2 m große Seitenpforten an der Backbord- und Steuerbordseite zur Verfügung. Das Ladegeschirr bestand aus konventionellen Ladebäumen mit 5 t Hebekapazität.

### Antrieb und Stromversorgung
Der Antrieb des Festpropellers mit vier Flügeln erfolgte durch einen umsteuerbaren, langsamlaufenden Zweitaktmotor vom Typ MAN K 7 SZ 78 155 A mit 11.900 kW Leistung bei 122/min. Über eine Fernsteuerautomatik konnte der Motor auch von der Brücke gefahren werden. Bei der Geschwindigkeit von 19 kn betrug der tägliche Brennstoffverbrauch 41,5 t Schweröl.
Zur Stromerzeugung waren zwei MaK-Dieselgeneratoren vom Typ 8 M 331 SK32 mit 1.000 kW bei 720/min und zwei MaK-Dieselgeneratoren vom Typ 6 M 331 SK32 mit 755 kW bei 720/min installiert. Als Notstromaggregat war ein KHD-Dieselmotor vom Typ F 6 L 412 R mit 83 kW eingebaut.

### Kühlwassersysteme
Zur Kühlung waren Seewasser- und Frischwassersysteme vorhanden. Das Seekühlwassersystem diente zur Rückkühlung der Frischwasserkreisläufe des Hauptmotors, der Dieselgeneratoren, der Luftverdichter und der Ladungskühlanlage. Dafür waren zwei Hauptseekühlwasserpumpen mit 1050 m³/h und 2,5 bar Nenndruck installiert. Zur Motorkühlung dienten insgesamt vier Frischkühlwasserkreisläufe, ein Niedrigtemperatursystem, ein Kühlwassersystem für die Zylinder-, Deckel-, Kolben- und Abgasturboladerkühlung, ein System für die Kolbenkühlung und ein System für die Düsenkühlung. Als Kühlwasserpumpen wurden Kreiselpumpen eingesetzt. Die Rückkühlung mit Seewasser erfolgte in Plattenkühlern.

### Dampferzeugung
Im Hafen- und Revierbetrieb erfolgte die Dampferzeugung mit einem ölgefeuerten Hilfskessel von Aalborg, der als Wasserrohrkessel mit einer Nennleistung von 1500 kg/h bei 8 bar ausgeführt war. Als Abgaskessel im Seebetrieb diente ein Aalborg-Rauchrohrkessel mit 1800 kg/h bei 7 bar für 90 % der Hauptmotor-Nennleistung. Der Dampf wurde zur Schmieröl- und Schwerölvorwärmung bei der Reinigung in den Separatoren benötigt. Außerdem wurde der Dampf zur Bunkerheizung, zur Schwerölendvorwärmung und zur Warmwasserbereitung und Raumheizung eingesetzt.

### Ruderanlage
Als Ruderanlage war eine Tauchkolbenrudermaschine mit vier Zylindern vom Typ Hatlapa Teleram R 4 V 420 mit einem Ruderschaftmoment von 40 t eingebaut. Sie wurde von der Brücke über eine Weg- oder Zeitsteuerung bedient. Außerdem war eine Selbststeuereinrichtung vorhanden. Die Ruderlage wurde auf der Brücke im Maschinenfahrpult, in jeder Brückennock, im Brückenpult und an der Brückendecke angezeigt.

## Ladungskühlanlage
Das Schiff war in acht Kühlzonen unterteilt. Jede Kühlzone ging über zwei Decks und konnte eine andere Temperatur fahren. Sie hatte dafür eine eigene unabhängige Ladungskühlanlage, die sich in den vorderen und hinteren Deckshäusern befanden. Jede Ladungskühlanlage bestand aus zwei bis vier Schraubenverdichtern, den seewassergekühlten Kondensatoren zur Verflüssigung des Kältemittels und den Verdampfern zur Luftkühlung. Die Schraubenverdichter wurden über Keilriemen von E-Motoren mit einer Leistung von 38 bzw. 41 kW angetrieben. Die Anzahl der Verdichter war auf die Größe der Kühlzone abgestimmt. Die Verdampfer zur Abkühlung der Luft waren mit elektrischen Heizstäben ausgestattet, die zum Abtauen zeitabhängig ein- und ausgeschaltet wurden.
Die Luftkühlung arbeitete nach dem Robsonprinzip, dabei erfolgte die Luftführung von unten nach oben, d. h. die Lüfter in den Verdampferräumen sogen die Luft oben aus dem Laderaum ab und drückten die Luft durch den Verdampfer, in dem die Ladungswärme an das verdampfende Kältemittel abgegeben wurde. Die Grätinge von jedem Laderaum waren in drei Zonen aufgeteilt. Die erste Zone erhielt die unter den Grätingen in Schiffslängsrichtung fließende Kühlluft direkt aus dem Luftkühlerraum. Die zweite und dritte Zone wurde backbord- und steuerbordseitig über zwei seitliche Kanäle versorgt. Die Kühlluft strömte von beiden Schiffseiten in Richtung Mitte des Schiffs und durch Löcher in den Grätingen durch die Kühlladung vertikal nach oben.
Als Laderaumlüfter wurden Axiallüfter mit verstellbaren Flügeln eingesetzt. Mit der Flügelverstellung wurden die entsprechenden Luftwechselraten zwischen dem 25- und 83fachen Luftwechsel bezogen auf den leeren Laderaum eingestellt. Es konnte bei Bedarf für atmende Fruchtladung je nach dem gemessenen CO2-Gehalt eine bis zu dreifache Frischluftzufuhr erfolgen. Dazu waren in den Luftkühlerräumen saugseitig entsprechend Klappen vorhanden. Auf der Druckseite des Lüfters befand sich ein Druckkanal und mit einer Regelklappe konnte die gewünschte Frischluftmenge eingestellt werden. Die CO2-Messung erfolgte im Maschinenkontrollraum.

## Sicherheitssysteme
Die Feuerlöschanlage bestand aus zwei elektrisch angetriebenen Kreiselpumpen mit je 80 m³/h Volumenstrom bei einem Nenndruck von 7 bar. Die bei Ausfall der elektrischen Stromversorgung über die Notschalttafel elektrisch angetriebenen Notfeuerlöschpumpe hatte ein Volumenstrom von 40 m³/h bei einem Nenndruck von 7 bar. Für Maschinenraum, Werkstätten, Lagerräume und Maschinenkontrollraum sowie die Laderäume wurde außerdem ein CO2-Feuerlöschsystem installiert. Für den Notfall hatte das Schiff zwei Motorrettungsboote für 40 Personen.

## Sonstiges
Die 30-köpfige Besatzung war in klimatisierten Einzelkammern untergebracht, die jeweils mit einem Duschbad und Kühlschrank ausgestattet waren. Das Schiff war mit zwei kombinierten Anker- und automatischen Mooringwinden ausgerüstet, die über ein Getriebe außerdem einen Spillkopf antreiben konnten. Für die Große-Seen-Fahrt war das Schiff außerdem mit einem Heckanker ausgerüstet. Am Brückenhaus war ein Kran mit einer Kapazität von 5 t zur Übernahme von Proviant und Maschinenteilen vorhanden.